# Olivenza (meteorito)
El meteorito de Olivenza es un meteorito condrítico que cayó sobre la Tierra en 1924 en Olivenza, España. Con 150 kg de peso, es el segundo meteorito más masivo hallado en España, después del de Zaragoza y el único de tipo LL5. Además, es la caída de meteorito más masiva registrada en España.

## Historia
El meteorito cayó aproximadamente a las nueve de la mañana el 19 de junio de 1924, día del Corpus, a un par de km al oeste de Olivenza (Badajoz, España), cuando los hermanos Pacheco Cordero trabajaban en la finca «El Lemus». Un geólogo que se personó en el lugar de los hechos escribió lo que le relató uno de los hermanos:

Dice que no percibieron el fenómeno hasta que al oír tres fuertes detonaciones alzaron la cabeza y vieron venir hacia ellos una gran masa que ardía como una estrella, envuelta en humo blanco. Venía derecha a caer donde los cuatro hermanos se encontraban, pero que ya muy cerca de ellos hizo un extraño giro, al que atribuyen haber salvado la vida. Durante algún tiempo permanecieron inmóviles, petrificados por el terror.

Al poco de conocerse lo ocurrido, el lugar se llenó de gente y diversos vecinos se hicieron con pequeños fragmentos del meteorito. Además, se enviaron 30 kg del mismo a Portugal y el alcalde de Badajoz envió una pieza de 125 g al British Museum de Londres.
Actualmente, la mayor parte del material recopilado está en el Museo Nacional de Ciencias Naturales de Madrid.

## Composición
El elemento mayoritario del meteorito es el hierro (18,9% en peso), pero además contiene magnesio, aluminio, silicio, potasio, calcio, titanio, cromo, manganeso, cobalto y estroncio.

## Clasificación
El meteorito de Olivenza posee una superficie de fractura irregular, color gris-ceniza, con motas oscuras redondeadas.
En él se observan cóndrulos mal definidos y fragmentos de cóndrulos que se fusionan con la matriz de grano fino. Los cóndrulos relictos son ricos tanto en olivino como en ortopiroxeno, con hierro-níquel metálico y troilita formando ampollas dentro de la matriz. La composición del olivino (Fa30) y ortopiroxeno (Fa24.5), así como el hierro total, indican su clasificación como condrita LL.
Contiene varios minerales menores, siendo de especial interés fosfatos que albergan isótopos radiactivos.
La datación por rubidio-estroncio proporciona una edad de 4600 millones de años para el supuesto cuerpo original del que procede el meteorito.